# المفردات في غريب القرآن
المفردات في غريب القرآن هو كتاب من تأليف الراغب الأصفهاني (المتوفى 502 هـ).يكاد يجمع علماء الأمة وأعلامها على أن كتاب «المفردات في غريب القرآن» للراغب الأصفهاني يأتي في المرتبة الأولى من الكتب الكثيرة المؤلفة في هذا الموضوع.

## منهج المؤلف في الكتاب
وفي هذا الكتاب تتبع الأصفهاني دوران كل لفظ في الآيات القرآنية، وأتى بالشواهد عليه من الحديث والشعر، وأورد ما أخذ منه من مجاز وتشبيه ورتبه على الألفباء.، رتب مفردات القرآن حسب حروف الهجاء باعتبار أوائلها، فمادة (حَسب) تسبق (حسد) وهما تسبقان مادة خرج وهلم جرا.

## ميزات مفردات الراغب
ويمكن تلخيص ما ذكره فرحات من ميزات الكتاب بالتالي:
1. كشف جذر الكلمة: والمراد به: جذر المعنى الذي تلتقي عنده جميع معانيها، وأغلب الظن أنه متأثر في هذا بما فعله ابن فارس في «معجم مقاييس اللغة»
2. تتبع المعاني المستعارة
3. تحرّي المعاني الصحيحة: قد يصدر عن الأنبياء بعض الأقوال التي يمكن تفسيرها على غير وجهها بما لا يتفق مع عصمة النبي، وفي مثل هذه الحال، يحرص الراغب على تحري معنى صحيح يليق بعصمة النبي.
4. نفي معان موهومة: ربما يخطر ببال القارئ في بعض الأحيان معانٍ تتبادر إلى الذهن، ويكون المعنى على غير هذا المتبادر، وفي مثل هذه الحال يحرص الراغب على نفي تلك المعاني ويبين المعنى اللائق باللفظ، وذلك كما ورد تحت مادة " خوف " حيث ذكر فيها الراغب:"والخوف من الله: لا يراد به ما يخطر بالبال من الرعب، كاستشعار الخوف من الأسد، بل إنما يراد به الكف عن المعاصي وتحري الطاعات..
5. قواعد كلية: كثيراً ما يورد الراغب أثناء شرحه لبعض الكلمات قواعد كلية استخلصها من تتبع الاستعمال القرآني للكلمة، مثل: قوله (كل موضع ذكر فيه لفظ «تبارك» فهو تنبيه على اختصاصه تعالى بالخيرات).
6. قواعد أكثرية: وفي بعض الأحيان ينص الراغب على بعض القواعد بأنها الأكثر في الاستعمال لينفي عنها صفة الكلية، مثل: أكثر ما يستعمل «السعي» في الأحوال المحمودة.[4]

## روابط خارجية
- المفردات في غريب القرآن